# Хаджаві-є Кермані
Хаджу-є Кермані (перс. خواجوی کرمانی), чиє повне ім'я Abu'l-ʿAṭā Kamāl-al-Din Maḥmud b. ʿAli b. Maḥmud Morshedi (1280–1352) — знаменитий перський поет і суфійський містик з Персії.

## Життя
Народився 24 грудня 1290 року в місті Керман (нинішній Іран.
. Титул "хаджі", "хаджу", "ходжа" вказує на високе соціальне становище його родини, члени якої здійснили паломництво (хадж). Нісба (іменний титул) Моршеді показує його зв'язок з суфійським майстром Шейхом Абу Ешаком Казеруні, який заснував орден Моршедійя.
Хаджу-є Кермані помер близько 1349 року в Ширазі (нинішній Іран) і досі його могила там є популярною туристичною принадою.
У молодості відвідав Єгипет, Сирію, Єрусалим та Ірак. Також здійснив Хадж до Мекки. Він подорожував заради освіти і зустрічей з ученими інших земель. У Багдаді створив один із своїх найвідоміших творів "Гомай і Гомаюн". Повернувшись до Ірану в 1335 році, прагнув здобути місце придворного поета присвячуючи вірші Ільханам (правителям) того часу, таким як Абу Саїд Багадор Хан і Арпа Хан, а також таким Музаффаридам як Мубаріз аль-Дін Мухаммад і Абу Ісхак з династії Інджу.

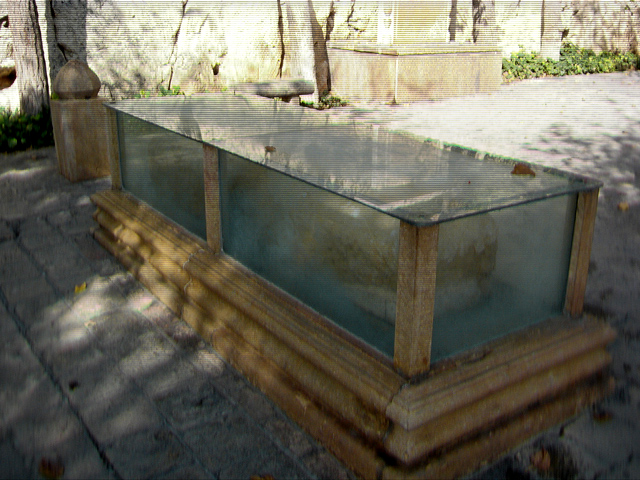
Труна поета, що вміщена під захисне скло (Шираз)

## Ідеї та думки
Поезія Хаджаві Кермані просякнута містицизмом. Теми містицизму ясно себе проявляють в газелях поета. Але також можна побачити боротьбу проти обмеженості і лицемірства світу. І це вплинуло на творчість пізніших поетів, таких як Гафіз. Значна частина його віршів — це газелі написані в стилі Санаї. Також писав саги у формі маснаві, в яких наслідував Фірдоусі.
Відомо, що письменник мав також певні пізнання в математиці й медицині. Також його вірші просякнуті гумором і сатирою і соціальною критикою тодішніх релігійних звичаїв.

## Твори
- Діван-е Хаджу (перс. دیوان خواجو) — збірка його поетичних творів, яка складається з газелів, касидів, строфованих віршів, qeṭʾas (віршів на окремий випадок) і катренів.
- Гомай і Гомаюн (перс. همای و همایون) — поема, в якій автор розповідає про пригоди перського принца Гомая, який закохався в китайську принцесу Гомаюн.
- Ґоль і Новруз (перс. گل و نوروز) — в цій поемі автор розповідає історію іншого кохання, події якої розгортались ймовірно напередодні ісламського завоювання Ірану.
- Ровзат аль-анварз (перс. روضة الانورز) — у дванадцяти поетичних розповідях поет розповідає про внутрішню роботу, яку потрібно виконати, щоб здолати шлях містика, а також про етику царів.
- Кямаль-наме (перс. هکمال نام)
- Ґовгар-наме (перс. گوهرنامه)
- Сам-наме (перс. سام نامه) — героїчний епос про Рустамового діда.